# جنگل‌ورزی
جنگل‌ورزی و یا سیلویکولتور (به فرانسوی: Sylviculture)، عمل کنترل رشد، ترکیب/ساختار و کیفیت جنگل‌ها برای برآوردن ارزش‌ها و نیازها، به ویژه تولید چوب است.
این نام از کلمه لاتین silvi- ("جنگل") و culture (در حال رشد) است. مطالعه جنگل‌ها را «سیلوولوژی» (به فرانسوی: Sylvologie) می‌نامند. جنگل‌ورزی همچنین بر اطمینان از اینکه درمان توده‌های جنگلی برای حفظ و بهبود بهره‌وری آن‌ها استفاده می‌شود، تمرکز دارد.

## سیستم‌های جنگل‌ورزی
سیستم جنگل‌های مرتفع در آلمانی به شکل زیر تقسیم می‌شود:
- جنگل مرتفع (Hochwald)
  - جنگل رده سنی (Altersklassenwald)
    - جنگلداری هم سن و سال
      - پاک‌تراشی (Kahlschlag)
      - برش چوب‌پناه (Schirmschlag)
      - روش دانه-درخت

    - جنگلداری ناهموار
      - برش انتخابی (Femel) (برش انتخاب گروهی) (Femelschlag)
      - برش انتخابی نواری (سیستم برش نواری و گروهی) (Saumschlag)
      - برش گوه‌ای چوب‌پناه (Schirmkeilschlag)
      - روش‌های بازسازی ترکیبی (Mischformen)

  - جنگلداری پوششی پیوسته (Dauerwald)
    - جنگلداری ناهمسان
      - جنگل انتخابی (Plenterwald)
      - برداشت قطر هدف (Zielstärkennutzung)